# Ymania Brown
Tuisina Ymania Brown-Gabriel, más conocida como Ymania Brown (nacida en 1962/1963), es una activista y abogada samoana de derechos LGBT que reside en Brisbane, Australia.

## Vida
Brown creció en Samoa. Ella comenzó a identificarse como niña a los tres años, algo que su madre apoyaba, pero a lo que su padre se resistía. Su madre abandonó a su familia cuando ella tenía nueve años, en respuesta a la violencia doméstica exacerbada por el alcoholismo de su padre.Brown ayudó a criar a su hermano menor después de que su madre se fue.Uno de los primos de su padre se mudó con la familia y abusó sexualmente a Brown durante varios años. Ella dejó Samoa para reunirse con su madre y su padrastro en Nueva Zelanda.
Brown ha trabajado para el gobierno de Nueva Zelanda.Más tarde se mudó a Australia, pero tuvo dificultades para encontrar trabajo debido a discriminación basada en su identidad de género.Brown se quedó sin hogar y trabajó como trabajadora sexual en Sídney para poder sobrevivir. Pudo ahorrar suficiente dinero para someterse a cirugía de afirmación de género en 1989.
Después de su cirugía, Brown se fue a vivir en Europa y trabajó como modelo.Años más tarde, regresó a Nueva Zelanda para asistir a la universidad.A finales de los años 1990 regresó a Sídney, donde encontró un trabajo corporativo para una empresa de software a través de uno de sus profesores de la universidad.Brown trabajó primero en recursos humanos y luego se convirtió en asesora jurídica interna. Brown continuó trabajando en el mundo corporativo en Sídney durante veinte años,decidiendo convertirse en activista a tiempo completo durante la pandemia de COVID-19.

## Activismo
Brown se desempeña actualmente como directora ejecutiva de TGEU (desde julio de 2024) y como cosecretaria general de ILGA Mundo (desde marzo de 2019). También trabajó como directora técnica de la Asociación Fa'afafine de Samoa y con Sydney World Pride a través de Equality Australia.
En 2014, Brown actuó como copresidente de ILGA Oceanía.Posteriormente se convirtió en copresidenta de la Red Interreligiosa Mundial para Personas de Todos los Sexos, Orientaciones Sexuales, Identidades y Expresiones de Género (GINSSOGIE) y del Fondo Trans Internacional.
Brown participó en campañas para que el gobierno de Samoa reconociera la adopción por parte de personas LGBT y para derogar las leyes que penalizaban la "personificación de una mujer".Su incidencia política se ha centrado principalmente en la igualdad financiera más que en la igualdad matrimonial. También ha alentado a Australia a centrarse en los derechos LGBT como parte de su política exterior.

## Vida personal
Brown se identifica como una mujer trans y como fa'afafine.Tiene dos hijos, que adoptó de una pareja anterior que vivía en Samoa. Ella es católica.

## Personal life
Brown se identifica como una mujer trans y como fa’afina. Tiene dos hijos, a los que adoptó de una expareja que vivía en Samoa. Ella es católica.